# Ace Drummond
Ace Drummond (bra: Ás Drummond) é um seriado estadunidense de 1936, gênero aventura e espionagem, dirigido por Ford Beebe e Clifford Smith, em 13 capítulos, estrelado por John 'Dusty' King e Jean Rogers. Produzido e distribuído pela Universal Pictures, veiculou nos cinemas estadunidenses a partir de 19 de outubro de 1936.
O seriado foi baseado em um personagem das histórias em quadrinhos criado por Eddie Rickenbacker e desenhado por Clayton Knight, “Ace Drummond”.
Posteriormente foi editado como filme para televisão, com 80 minutos, sob o título Squadron Of Doom, e lançado na televisão em 15 de dezembro de 1949.

## Sinopse
Um misterioso vilão que se intitula The Dragon está tentando evitar que a International Airways comece a atuar na Mongólia, a fim de proteger para si o segredo da montanha de jade. Numa masmorra de um mosteiro nas proximidades, ele sequestra um arqueólogo que descobre o segredo, e sua filha tenta resgatá-lo com a ajuda de Ace. The Dragon usa um raio da morte contra os pilotos, além de um sistema de rádio com que se comunica com seus capangas através da rotação de uma oração budista (cada transmissão conclui com ”The Dragons commands!”), e um esquadrão com seus próprios aviões de combate.[carece de fontes?]

## Elenco
- John King … Ace Drummond
- Jean Rogers … Peggy Trainor
- Noah Beery Jr. … Jerry
- Guy Bates Post … Grand Lama
- Lon Chaney Jr. … Ivan
- Jackie Morrow … Billy Meredith
- Edmund Cobb ... Nicolai
- Tom Steele ... capanga (não-creditado)

## Produção

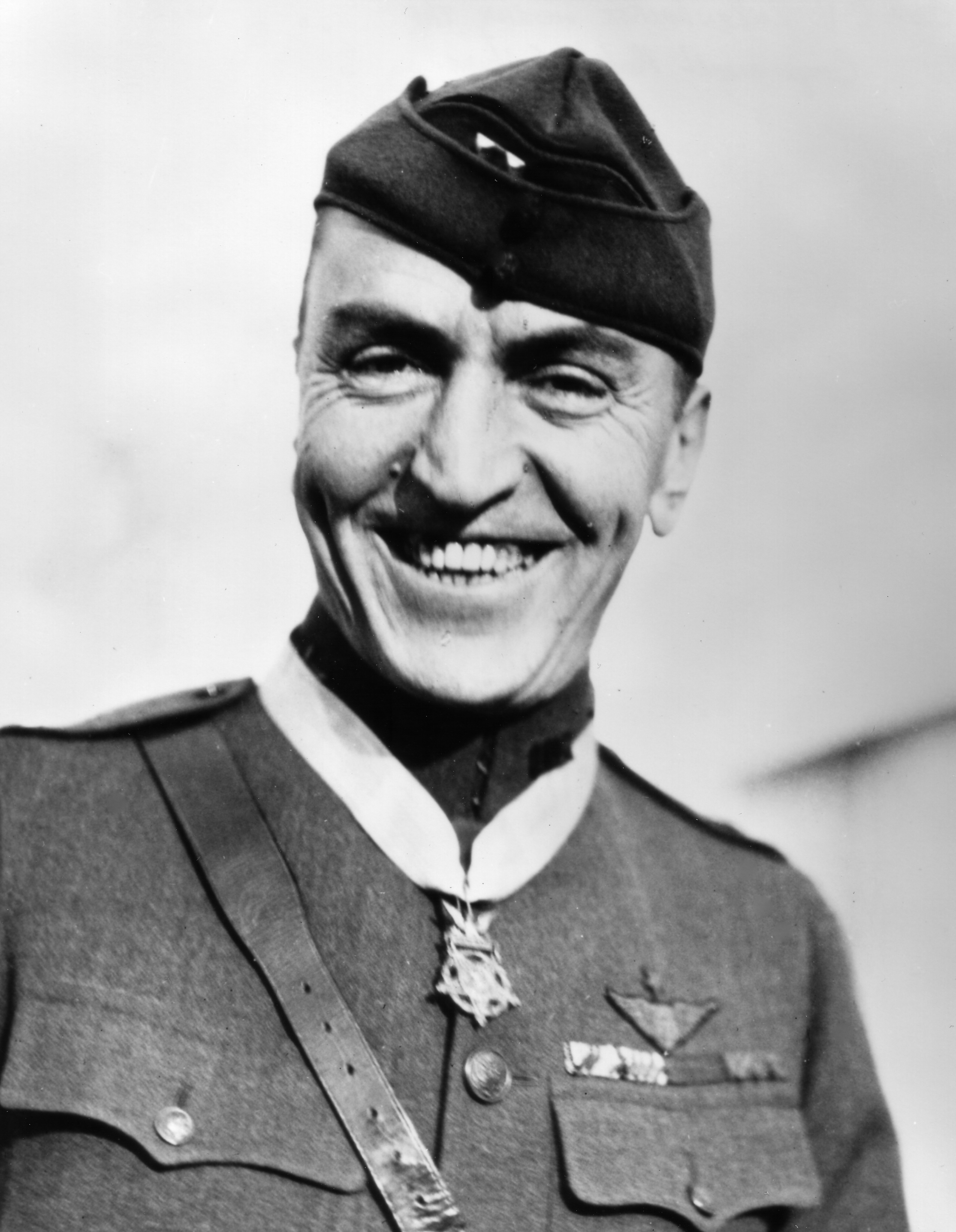
Eddie Rickenbacker, aviador condecorado e criador do personagem “Ace Drummond”.

Ace Drummond foi baseado no personagem das histórias em quadrinhos criado pelo Capitão Eddie Rickenbacker e desenhado por Clayton Knight. Eddie Rickenbacker foi o aviador estadunidense mais condecorado na Primeira Guerra Mundial.
Ace Drummond ganhou boa publicidade com a visita de Amelia Earhart, a aviadora pioneira, que assistiu as filmagens de dois capítulos do seriado, em San Fernando Valley.
No prefácio tradicional no início de cada capítulo, Ace Drummond usava quadrinhos para resumir a história até aquele momento. Esse recurso funcionou bem e a Universal Pictures, que estava tentando fugir do texto escrito em seus prefácios, usou recursos similares em seus seriados posteriores.
Com relação à trilha musical, Ace apresentou também regularmente sua canção-tema, "Give Me a Ship and a Song", escrita por Kay Kellogg.

## Recepção crítica
Nas palavras de Cline, Ace Drummond “exalava a aura futurista de Flash Gordon, combinada com o mistério do laboratório do castelo do Barão Frankenstein”.